# Club Atlético River Plate 1988-1989
Questa voce raccoglie le informazioni riguardanti il Club Atlético River Plate nelle competizioni ufficiali della stagione 1988-1989.

## Stagione
La squadra presenta svariati cambiamenti rispetto alla stagione precedente: tra gli acquisti maggiormente significativi c'è quello di Passarella, che rimarrà legato alla società per diversi anni a seguire in seguito al ritiro, avvenuto proprio al termine dell'annata. In campionato arriva il secondo quarto posto consecutivo, ottenuto grazie ai 67 punti in 38 partite: arriva dunque la qualificazione alla Liguilla Pre-Libertadores, che il River vince, grazie al gol di Gabriel Batistuta nella finale d'andata contro il San Lorenzo.

## Maglie e sponsor
Lo sponsor tecnico per la stagione 1988-1989 è Adidas, mentre lo sponsor ufficiale è Fate.
| Casa | Trasferta |

## Rosa
| N. |                      | Ruolo | Calciatore         |
| -- | -------------------- | ----- | ------------------ |
|    | Argentina (bandiera) | P     | Ángel Comizzo      |
|    | Argentina (bandiera) | P     | Oscar Passet       |
|    | Argentina (bandiera) | D     | Fabián Basualdo    |
|    | Argentina (bandiera) | D     | Jorge Borelli      |
|    | Argentina (bandiera) | D     | Carlos Enrique     |
|    | Argentina (bandiera) | D     | Jorge Gordillo     |
|    | Argentina (bandiera) | D     | Jorge Higuaín      |
|    | Argentina (bandiera) | D     | Daniel Passarella  |
|    | Argentina (bandiera) | D     | José Serrizuela    |
|    | Argentina (bandiera) | C     | Roque Alfaro       |
|    | Argentina (bandiera) | C     | Sergio Batista     |
|    | Argentina (bandiera) | C     | Enrique Corti      |
|    | Argentina (bandiera) | C     | Héctor Enrique     |
|    | Bolivia (bandiera)   | C     | José Milton Melgar |

| N. |                      | Ruolo | Calciatore        |
| -- | -------------------- | ----- | ----------------- |
|    | Argentina (bandiera) | C     | Omar Palma        |
|    | Argentina (bandiera) | C     | Gerardo Reinoso   |
|    | Argentina (bandiera) | C     | Gustavo Zapata    |
|    | Argentina (bandiera) | A     | Abel Balbo        |
|    | Argentina (bandiera) | A     | Gabriel Batistuta |
|    | Argentina (bandiera) | A     | Ariel Beltramo    |
|    | Argentina (bandiera) | A     | Mario Bevilacqua  |
|    | Argentina (bandiera) | A     | Claudio Borghi    |
|    | Argentina (bandiera) | A     | Ramón Centurión   |
|    | Uruguay (bandiera)   | A     | Jorge Da Silva    |
|    | Argentina (bandiera) | A     | Jorge Rinaldi     |
|    | Argentina (bandiera) | A     | Pedro Sallaberry  |
|    | Uruguay (bandiera)   | A     | Jorge Villazán    |
|    | Argentina (bandiera) | A     | Julio Zamora      |

## Statistiche

### Statistiche di squadra
| Competizione     | Punti | Totale | Totale | Totale | Totale | Totale | Totale | DR  |
| Competizione     | Punti | G      | V      | N      | P      | Gf     | Gs     | DR  |
| ---------------- | ----- | ------ | ------ | ------ | ------ | ------ | ------ | --- |
| Primera División | 67    | 38     | 16     | 13     | 9      | 61     | 36     | +25 |
| Totale           | -     |        |        |        |        |        |        | -   |